# Saúl Olmo
Saúl Olmo Campaña (Cadice, 29 agosto 1984) è un giocatore di calcio a 5 spagnolo.

## Carriera
Laterale tecnico votato al sacrificio, prima di trasferirsi in Italia ha vinto in patria due campionati, altrettante coppe nazionali e una supercoppa con ElPozo Murcia. Conta 16 presenze con la Nazionale di calcio a 5 della Spagna.

## Palmarès
- Campionato spagnolo: 2
ElPozo Murcia: 2008-09, 2009-10
- Coppa di Spagna: 2
ElPozo Murcia: 2007-08, 2009-10
- Supercoppa di Spagna: 1
ElPozo Murcia: 2010
- Winter Cup: 1
Real Rieti: 2015-16